# Max (film, 2015)
A Max 2015-ös amerikai családi kalandfilm, amelyet Boaz Yakin és Sheldon Lettich forgatókönyvéből Yakin rendezett. A főbb szerepekben Josh Wiggins, Mia Xitlali, Dejon LaQuake, Thomas Haden Church, Robbie Amell, Lauren Graham, Luke Kleintank és Jay Hernandez látható.
Az Amerikai Egyesült Államokban 2015. június 26-án mutatta be a Warner Bros.
A film forgatása 2014. május 12-én kezdődött.

## Cselekmény
A belga juhászkutya, Max az amerikai katonák segítésére van bevetésen Afganisztánban. Amikor őt és gazdáját, Kyle Wincottot megtámadják, az utóbbit halálos lövés éri. A súlyosan traumatizálódott Maxet Kyle családja veszi gondjaiba. Most a 14 éves Justin vigyáz rá, aki a bátyját, Kyle-t gyászolja.
Justin hamarosan rájön, Max segítségével lehetősége nyílik arra, hogy megtudja az igazságot Kyle halálával kapcsolatban. Amikor Kyle egyik háborús cimborája visszatér Afganisztánból, egyre több a bizonyíték arra, hogy a halálos katonai műveletben fegyvercsempészet is szerepet játszott.

## Szereplők
| Szerep                | Színész             | Magyar hang            |
| --------------------- | ------------------- | ---------------------- |
| Justin Wincott        | Josh Wiggins        | Timon Barna            |
| Raymond "Ray" Wincott | Thomas Haden Church | Jakab Csaba            |
| Pamela Wincott        | Lauren Graham       | Pápai Erika            |
| Kyle Wincott          | Robbie Amell        | Czető Roland           |
| Chuy                  | Dejon LaQuake       | Boldog Gábor           |
| Carmen                | Mia Xitlali         | Pekár Adrienn          |
| Tyler Harne           | Luke Kleintank      | Gacsal Ádám            |
| Reyes őrmester        | Jay Hernandez       | Horváth-Töreki Gergely |
| Emilio                | Joseph Julian Soria | Seszták Szabolcs       |
| Stack helyettes       | Owen Harn           | Sarádi Zsolt           |

## Megjelenés és fogadtatás
Az Amerikai Egyesült Államokban 2015. január 30-án tervezték kiadni. Ezt követően augusztus 21-re előre hozták, majd március 3-án ismét elhalasztották, így végül 2015. június 26-án jelent meg.

### Bevétel
Az Amerikai Egyesült Államokban és Kanadában 2850 moziban vetítették le a Ted 2.-vel egyidejűleg. Az előrejelzések szerint körülbelül 10 millió $-os bevételt termelt a nyitóhétvégén. 500 ezer dollárt gyűjtött a csütörtök éjszakai bemutatóiból és 4,3 millió dollárt a nyitás napján (beleértve a csütörtöki nézéseket is). A nyitóhétvégén 12,2 millió dollárt termelt és a negyedik helyen végzett a Jurassic World, az Agymanók és a Ted 2. mögött.

### Kritikai visszhang
A film vegyes kritikákat kapott az értékelőktől. A Metacritic oldalán a film értékelése 47% a 100-ból, ami 25 véleményen alapul. A Rotten Tomatoeson a Max 38%-os minősítést kapott, 96 értékelés alapján.